# Delegació del Govern d'Espanya a Astúries
La Delegació del Govern a Astúries és l'organisme de l'Administració Pública d'Espanya, dependent de la Secretaria d'Estat de Política Territorial, pertanyent al Ministeri de Política Territorial i Funció Pública, encarregat d'exercir la representació del Govern d'Espanya en la comunitat autònoma d'Astúries.

## Seu
La seu de la Delegació es troba a la plaça de España, n. 1 d'Oviedo.

## Delegats
| Dates del mandat | Dates del mandat | Delegat                        | Partit | Partit |
| ---------------- | ---------------- | ------------------------------ | ------ | ------ |
| 10.09.1982       | 15.12.1982       | Ricardo Larraínzar Zaballa     |        | UCD    |
| 15.12.1982       | 16.11.1988       | Obdulio Fernández González     |        | PSOE   |
| 16.11.1988       | 17.05.1996       | Manuel Ponga Santamarta        |        | PSOE   |
| 17.05.1996       | 19.05.2000       | Fernando Ramón Fernández Noval |        | PP     |
| 19.05.2000       | 30.04.2004       | Mercedes Fernández             |        | PP     |
| 30.04.2004       | 14.10.2011       | Antonio Trevín                 |        | PSOE   |
| 14.10.2011       | 05.01.2012       | Francisco González Zapico      |        | PSOE   |
| 05.01.2012       | 24.03.2018       | Gabino de Lorenzo              |        | PP     |
| 24.03.2018       | 19.06.2018       | Mariano Marín Albi             |        | PP     |
| 19.06.2018       | En el càrrec     | Delia Losa Carballido          |        | PSOE   |

## Funcions
L'organisme està dirigit per un delegat, nomenat pel Govern, les funcions del qual, segons l'article 154 de la Constitució espanyola, són les de dirigir l'Administració de l'Estat al territori de la Comunitat Autònoma i la coordinarà, quan escaigui, amb l'administració pròpia de la Comunitat.